# I Wanna Go To A Place...
「I Wanna Go To A Place...」（アイ ワナ ゴー トゥ ア プレイス…）は、日本のシンガーソングライター・Rie fuの3作目のシングル。2005年4月27日に発売された。

## 解説
2005年第1弾シングル。前作「Life is Like a Boat」に続いてのテレビアニメタイアップ作品となった。初回生産盤は『機動戦士ガンダムSEED DESTINY』オリジナルワイドキャップステッカー仕様、およびキャラクターIDカード（ステラ・ルーシェ）封入。
オリコン週間シングルチャートでは自身最高となる5位を記録。また、Rie fuは本楽曲で『ミュージックステーション』に初出演している。

## 収録曲
全作詞・作曲：Rie fu
1. I Wanna Go To A Place...
  - 編曲：SNORKEL
  - 毎日放送・TBS系アニメ『機動戦士ガンダムSEED DESTINY』エンディングテーマ
2. They Always Talk About
  - 編曲：松井敬治
3. I So Wanted（English Version）
  - 編曲：Ikoman
  - アルバム『Rie fu』の収録曲「I So Wanted」の英語歌詞バージョン

## 収録アルバム
- 『ROSE ALBUM』（#1,#2）